# Anthophora furcata
Anthophora furcata là một loài Hymenoptera trong họ Apidae. Loài này được Panzer mô tả khoa học năm 1798.

## Hình ảnh

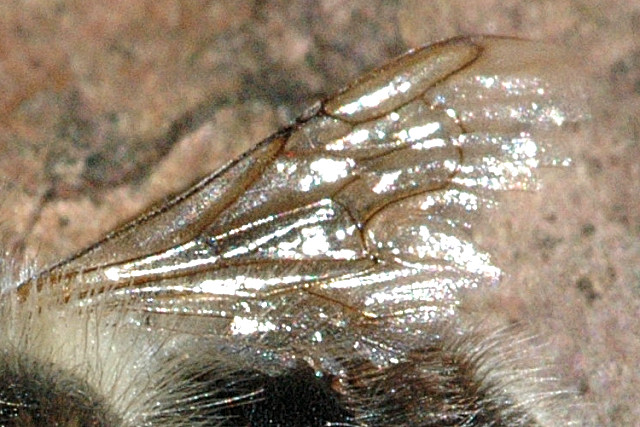